# Tschoemi Sochoemi
Tschoemi Sochoemi of kortweg Tschoemi (Georgisch: ცხუმი სოხუმი) is een Georgische voetbalclub uit van oorsprong Soechoemi, de hoofdstad van de Georgische autonome republiek Abchazië. De club heeft sinds 1999 Tbilisi als thuishaven.

## Geschiedenis
Tschoemi ontstond in de winter van 1990 als Georgische afsplitsing van Dinamo Soechoemi, toen deze club weigerde over te stappen van de Sovjet-competitie naar de Georgische nationale competitie, die op 15 februari 1990 werd geïnitieerd. Grote Georgische clubs als FC Dinamo Tbilisi, Goeria Lantsjchoeti, Torpedo Koetaisi, Dinamo Batoemi en anderen stapten over en het Georgische deel binnen Dinamo Soechoemi had diezelfde wens.
Opkomend Georgisch en Abchazisch nationalisme en onafhankelijkheidsaspiraties van beide volken waren de achtergrond van dit schisma, dat gezien moet worden binnen de context van zowel het uiteenvallen van de Sovjet-Unie als het Georgisch-Abchazisch conflict, dat in 1989 begon. Voor het Abchazische deel was ook de promotie van de club in 1989 naar de Pervaja Liga (tweede klasse) van belang.

### Bloeiperiode (1990-1993)
Op initiatief van oud-voetballer Goeram Gabeskiria werd de club Tschoemi opgericht om deel te nemen aan de Georgische nationale competitie. Het grootste deel van de spelers van Dinamo stapte over naar de nieuwe club. Hieronder waren onder meer trainer Giga Norakidze en de spelers Gotsja Gogritsjiani, Gela Inalisjvili en Giorgi Tsjichradze.
Het team werd aangevuld met enkele spelers elders uit Georgië, waaronder Micheil Dzjisjkariani en draaide meteen met de top van de Georgische competitie mee. Tschoemi speelde tussen 1990 en 1993 vier volledige seizoenen in de Oemaghlesi Liga, de hoogste Georgische klasse. De club werd de eerste drie seizoenen respectievelijk zevende, zesde en tweede. In het vierde seizoen 1992-1993 werd de club laatste (17e) als gevolg van de oorlog in Abchazië. De club startte nog wel aan het seizoen 1993-1994, maar moest zich net als twee andere hoofdklasseclubs met Abchazische oorsprong, Mzioeri Gali en Amirani Otsjamtsjire, na enkele wedstrijden uit de hoofdklasse terugtrekken. In de eerste twee edities van de Georgische voetbalbeker was Tschoemi verliezend finalist.
Op 9 augustus 1992, vlak voor het uitbreken van de oorlog, speelde Tschoemi voor het laatst in thuisbasis Soechoemi. Het was de openingswedstrijd van het seizoen tegen FK Iveria Chasjoeri, die het met 4-1 won. De club moest vervolgens uitwijken naar Tskaltoebo, Mtscheta en Tbilisi, om vanaf daar de competitie te spelen. Als gevolg van de val van Soechoemi op 27 september 1993, het sluitstuk van de oorlog in Abchazië, moest Tschoemi de activiteiten staken. Oprichter en eerste voorzitter van de club Goeram Gabeskiria, inmiddels burgemeester van Sochoemi, overleefde de slag om Soechoemi niet. Hij werd vermoord door Abchazische milities. 

### Herstart
De club werd in 1998 in ballingschap nieuw leven ingeblazen met als thuisbasis Tbilisi. Tschoemi speelde in de seizoenen 1999 tot en met 2007 in de Meore Liga (derde klasse), maar kwam daarna in financiële en organisatorische problemen. In 2013 werd de club opnieuw gerevitaliseerd en volgde een rentree in de derde klasse. In seizoen 2014-15 won Tschoemi de Meore Liga, regio Oost. In 2017 zakte de club af naar de Regionoeli Liga.
De club onderhoudt goede relaties met Dinamo Soechoemi, waarvan de Georgische voortzetting ook in Tbilisi is gevestigd. In 2018 werd ter nagedachtenis aan 25 jaar sinds de val van Soechoemi een vriendschappelijke derby in het Ameristadion gehouden. De wedstrijd eindigde in een gelijkspel (1:1).

## Erelijst
- Oemaghlesi Liga

Tweede in 1991-1992
- Meore Liga - Oost

Winnaar in 2014-15
- Georgische voetbalbeker

Finalist: 1990, 1991-1992

## Bekende ex-spelers
- Giga Norakidze (trainer 1990-1991)
- Micheil Dzjisjkariani (1990-1992), werd in 1992 tot Georgisch voetballer van het jaar uitgeroepen